# 69-та зенітна ракетна бригада (США)
69-та зенітна ракетна бригада — військове формування армії Сполучених штатів. Бригада має на озброєнні протиракетні комплекси THAAD.
Влітку 2019 року США розгорне в Румунії систему оборони THAAD для підтримання протиракетної оборони НАТО. THAAD з 69-ї бригади буде інтегрований в існуючу архітектуру протиракетної оборони НАТО протягом обмеженого періоду часу — на період планового технічного обслуговування та оновлення системи протиракетної оборони Aegis Ashore у Румунії.
6 травня 2019 року було повідомлено, що систему THAAD було розгорнуто на території румунської військової бази Девеселу. Військово-транспортні літаки ВПС США C-17 Globemaster III доставили радіолокатор та пускові установки на аеродром поблизу Констанци.

## Структура
- 4-й дивізіон 5-го зенітного ракетного полку
- 1-й дивізіон 44-го зенітного ракетного полку
- 1-й дивізіон 62-го зенітного ракетного полку